# Koala Brothers
A Koala Brothers vagy Koala Testvérek egy brit rajzfilmsorozat. 
A műsor két koaláról, Frankről és Busterről szól (utóbbi szereplő magyar fordításban az Oscar nevet kapta). Ők ketten jellegzetes sárga repülőgépükkel repülve segítik a bajbajutottakat. Különlegességként megemlítendő, hogy a sorozatban nem akad a koaláknak ellensége vagy visszatérő gonosztevők, ennek ellenére néha mégis előfordul, hogy összevesznek egymással, de végül mindig kibékülnek.
A sorozat 3 évadot futott, 79 epizóddal. Tévéfilm is készült a műsorból. Magyarországon a Minimax vetítette, Angliában a Cbeebies, illetve a Disney Junior sugározta.